# Bedotia alveyi
Bedotia alveyi is een straalvinnige vissensoort uit de familie van de bedotia's (Bedotiidae). De wetenschappelijke naam van de soort is voor het eerst geldig gepubliceerd in 2010 door Jones, Smith & Sparks.
De soort is endemisch in Madagaskar.